# ائتلاف اقدام دانشجویی محیط زیستی
ائتلاف اقدام زیست‌محیطی دانشجویی (SEAC) یک گروه محیط زیست ملی آمریکایی بود که توسط دانشجویان اداره و رهبری می‌شد و در چپل هیل، کارولینای شمالی تأسیس شد. در ابتدا، این سازمان عمدتاً بر حفظ، حراست و احیای محیط طبیعی تمرکز داشت، اما بعدها سازمان‌های دانشجویی عضو محیط زیست، تعریف وسیع‌تری از محیط زیست را در پیش گرفتند که شامل نژادپرستی، تبعیض جنسی، نظامی‌گری، دگرجنس‌گرایی، عدالت اقتصادی و حقوق حیوانات می‌شود.
SEAC با به چالش کشیدن ساختار قدرتی که این شرایط را تهدید می‌کند، برای ایجاد تغییرات مترقی اجتماعی و زیست‌محیطی در سطح محلی و جهانی تلاش کرد. در مورد مسائلی که مطرح می‌کرد، موضع سرسختانه‌ای اتخاذ می‌کرد. این سازمان مراحل مختلفی از سازماندهی را طی کرد و در نهایت به یک سازمان از پایین به بالا تبدیل شد، به طوری که دفتر مرکزی آن از شعب مختلف در سراسر کشور جهت‌گیری می‌کرد. این سازمان ملی در سال ۲۰۱۴ منحل شد، اما ده‌ها گروه محیط زیستی در دانشگاه‌ها هنوز نام آن را یدک می‌کشند.

## تاریخچه و دستاوردهای گذشته
در سال ۱۹۸۸، دانش‌آموزان در مجلهٔ گرین‌پیس آگهی‌ای دربارهٔ شبکه‌سازی با دیگر فعالان جوان محیط‌زیست منتشر کردند. بعدها، اولین اقدام آنها یک کمپین نامه‌نگاری برای حمایت از قانون حفاظت از گرمایش جهانی بود. در اوایل سال ۱۹۸۹، آنها اقدام به برگزاری یک کنفرانس ملی دانشجویی محیط زیست با هدف راه‌اندازی یک جنبش دانشجویی ملی، متحد و جدید در زمینه محیط زیست در ایالات متحده آمریکا کردند. این کنفرانس تاریخی که آستانه نام داشت، در آخر هفتهٔ ۲۷ تا ۲۹ اکتبر ۱۹۸۹ برگزار شد و با موفقیت بیش از ۱۷۰۰ دانشجو از ۲۲۵ دانشگاه و مدرسه از ۴۳ ایالت و چندین کشور را به خود جذب کرد. این کنفرانس عملاً به این سازمان جان بخشید و شرکت‌کنندگان آن به تشکیل اولین کمپین ملی SEAC برای نجات جنگل‌های کهن‌سال و اصلاح خدمات جنگلداری ایالات متحده رأی دادند. دفعهٔ بعدی که اعضای SEAC یک سال بعد در شمپین، ایلینوی، گرد هم آمدند، ۷۰۰۰ نفر از هر ایالت آمریکا به علاوهٔ ۱۱ کشور دیگر در آن حضور داشتند.
در جلسه تابستان ۱۹۹۱ شورای ملی SEAC، این گروه بر سر دو پروژه بزرگ جدید توافق کردند: یک کنفرانس ملی دیگر (به نام «زمینه مشترک» که در بولدر کلرادو برگزار شد) و یک تلاش بین‌المللی برای تأثیرگذاری بر نتیجه اجلاس زمین که در ریودوژانیرو، برزیل در سال ۱۹۹۲ برگزار شد. شورا همچنین یک برنامه سازماندهی میدانی را تصویب کرد.
کار بر روی اجلاس ریو تحت عنوان «اقدام برای همبستگی، برابری، محیط زیست و توسعه آن انجام شد و سازمان‌های جوانان از سراسر جهان در آن مشارکت داشتند. یک SEED به بزرگ‌ترین پروژه SEAC تبدیل شد، که شامل تور سخنرانی، رویدادهای آموزشی و کنفرانس‌های هماهنگ در سه ایالت و ۲۳ کشور در طول یک آخر هفته و ارتباط از طریق ایمیل و فکس می‌شد. در مارس ۱۹۹۲، SEAC تظاهراتی را در سازمان ملل متحد ترتیب داد و تا ژوئن، یکی از اعضای SEAC به عنوان ناظر رسمی به هیئت نمایندگی ایالات متحده در اجلاس اضافه شد. SEAC به بازوی آمریکای شمالی شبکه ASEED تبدیل شد که در ۶۲ کشور فعالیت می‌کرد.
SEAC در اوج فعالیت خود در سال ۱۹۹۱، ۱۳ کارمند تمام‌وقت استخدام کرد که بین دفتر ملی، کار روی A SEED و سازماندهی میدانی تقسیم شده بودند. در سال ۱۹۹۲، به دلیل کاهش بودجه، تعداد کارکنان SEAC به پنج نفر کاهش یافت. سال ۱۹۹۲ همچنین شاهد تغییراتی در نحوهٔ ادارهٔ این گروه بود، چرا که جلسهٔ شورای ملی با درخواستِ انجمن رنگین‌پوستان SEAC (POCC) مبنی بر اعطای نمایندگی برابر به POCC در شورا موافقت کرد. در سال ۱۹۹۳، SEAC در مبارزه با قرارداد تجارت آزاد آمریکای شمالی فعالیت کرد و اولین برنامه آموزشی تابستانی خود را برگزار کرد. همچنین به کمپین آزادی برمه پیوست. در سال ۱۹۹۴، SEAC پروژه‌ای را آغاز کرد که توسط POCC پیشنهاد شده بود و ابتکار عدالت زیست‌محیطی (EJI) نام داشت. EJI به دنبال آموزش و توانمندسازی جوانان و دانش‌آموزان دبیرستانی بود و بخشی از این ابتکار به «جوانان متحد برای اقدام اجتماعی» تبدیل شد که در سال ۱۹۹۶ به سازمان مستقلی تبدیل شد.
در تابستان ۱۹۹۶، کمیته هماهنگی SEAC تصمیم گرفت برنامه‌ای را که جلسات آموزشی فعالان را در مدارس مختلف برگزار می‌کرد، به منظور صرفه‌جویی در هزینه‌ها قطع کند، اما این امر باعث از دست رفتن بودجه‌های بشردوستانه شد. در بحبوحه کشمکش داخلی کارکنان، رهبری و اعضا، در نهایت تمام کارکنان ملی استعفا دادند و دفتر ملی تعطیل شد. در همین حال، سازماندهی منطقه‌ای و محلی ادامه یافت، اگرچه ظهور شبکه‌های دانشجویی بزرگ و با بودجه کافی به عنوان شاخه‌هایی از سازمان‌های زیست‌محیطی ملی جریان اصلی مانند ائتلاف دانشجویی سیرا و PIRGهای دانشجویی، موقعیت SEAC را در مرکز فعالیت‌های زیست‌محیطی دانشجویی تضعیف کرد. در سال ۱۹۹۷، داوطلبان یک دفتر ملی بسیار کوچک‌شده را در فیلادلفیا، پنسیلوانیا، بازگشایی کردند.
برخی از دستاوردهای شعبه‌های SEAC عبارتند از:
ژانویه ۱۹۹۱ - همزمان با اعتراض SEACers به جنگ عراق، کمپین استقلال انرژی نیز آغاز شد.
۱۹۹۲ - شعبه نیویورک ۱۲۰ مدرسه را برای اعتراض به سد هیدرو-کبک ۲ در کانادا گرد هم آورد. این سد می‌توانست منطقه‌ای به وسعت ۱۰۰۰ کیلومتر مربع را زیر آب ببرد و به زمین‌های قبیله بومی کری آسیب برساند. SEAC و کری دوباره در سال ۲۰۰۵ پروژه برق آبی دو میلیارد دلاری روپرت ریور را به چالش کشیدند. در ابتدا، کری‌ها توافق کرده بودند که طی ۵۰ سال، مبلغ ۷۰ میلیون دلار را به عنوان غرامت به رئیس قبیله تد موزز بپردازند. با این حال، متیو موکاش کسی است که اکنون آن را به چالش می‌کشد. در آگوست ۲۰۰۵، «هیئت‌های بررسی زیست‌محیطی فدرال و ایالتی اعلام کردند که مطالعهٔ تأثیر هیدرو-کبک عمیقاً ناقص است و این شرکت خدمات شهری ایالتی را به مرحلهٔ طراحی بازگرداند.»
۱۹۹۴ - دانشگاه ایالتی پیت و میشیگان خود را از پروژه تلسکوپ کوه گراهام در آریزونا که زیستگاه سنجاب قرمز و سرزمین مقدس آپاچی را به خطر می‌انداخت، کنار کشیدند. قاضی آلفردو مارکز که بر این پرونده در دادگاه نظارت داشت، اظهار داشت که «خطرات آسیب جبران‌ناپذیر به سنجاب‌های قرمز در معرض خطر انقراض که در این محل زندگی می‌کنند» قانون گونه‌های در معرض خطر و قانون سیاست ملی محیط زیست را نقض می‌کند.
«روزهای اقدام بدون زغال سنگ» حمایت سیتی بانک و بانک آمریکا از شرکت‌های مخرب زغال سنگ را افشا کرد، زمانی که SEACers یک «خودکشی نمایشی» انجام دادند و عملاً شعبه سیتی بانک در واشینگتن دی سی را تعطیل کردند

## اصول
چهارده اصل سازمانی منتشر شده:
1. مبارزه با تخریب محیط زیست
2. تأثیر محیط بر افراد و جوامع انسانی را تشخیص دهید.
3. از حقوق بشر حمایت کنید.
4. از حقوق حیوانات حمایت کنید.
5. مسئولیت‌پذیری شرکتی را مطالبه کنید.
6. مبارزه با نابرابری‌های طبقاتی.
7. با نژادپرستی مبارزه کنید.
8. با تبعیض جنسی مبارزه کنید.
9. با همجنس‌گراستیزی و دگرجنس‌گرایی مبارزه کنید.
10. مبارزه با امپریالیسم و نظامی‌گری.
11. عضویت متنوعی داشته باشید.
12. به جای رویکرد داوطلبانه، رویکردی فعالانه در پیش بگیرید.
13. مسائل خود را به دغدغه‌های محلی و جامعه پیوند دهیم.
14. SEAC National برای توانمندسازی مردم عادی از طریق آموزش و پرورش وجود دارد. ما کمپین‌های ملی را به عنوان یکی از ابزارهای دستیابی به این اهداف می‌بینیم.

## آخرین پروژه‌ها
در پایان عمر خود، SEAC یک کمپین ملی با عنوان «چالش آب و هوای دانشگاه» و سه طرح ابتکاری داشت: «تهاجم»، «نظامی‌گری و محیط زیست» و «عدالت در کوهستان».
تمپکشن کسانی که در تمپکشن شرکت می‌کنند معتقدند که تامپون‌ها و پدهای قاعدگی به افرادی که پریود می‌شوند، ظلم می‌کنند. تصور می‌شود که خود این محصولات برای محیط زیست مضر هستند. شرکت‌هایی که این محصولات را تولید می‌کنند، مظنون به ریختن سموم به اکوسیستم هستند. شرکت‌کنندگان در تمپکشن می‌خواهند بدن خود و هر آنچه که به آن مربوط می‌شود را بپذیرند و به یک طرز فکر طبیعی‌تر، مثلاً گیاهی، بازگردند.
نظامی‌گری و محیط زیست SEAC همچنین در درگیری‌های نظامی شرکت داشت، زیرا در درگیری‌های نظامی بمب‌ها پرتاب می‌شوند و/یا از مواد شیمیایی خطرناک مانند ناپالم و سلاح‌های شیمیایی استفاده می‌شود. SEAC معتقد بود که هیچ جنگی را نمی‌توان خوب دانست. «نه جنگ، نه گرمایش» به دلیل همین نگرانی، پروژه‌ای فعال بود. هدف SEAC خلع سلاح کامل هسته‌ای و برچیدن کامل زرادخانه‌های هسته‌ای بود.